# Zhang Xiangxiang
Zhang Xiangxiang (kinesiska: 张 湘祥), född 16 juli 1983 i Longyan i Fujian, är en kinesisk tyngdlyftare. Han vann en guldmedalj i 62-kilosklassen vid olympiska sommarspelen 2008 i Peking och en bronsmedalj i 56-kilosklassen vid olympiska sommarspelen 2000 i Sydney.